# Associação Concordiense de Futsal
A Associação Concordiense de Futsal, também conhecida como Concórdia, é clube de futebol de salão da cidade de Concórdia, do estado de Santa Catarina. Foi fundada em 20 de janeiro de 2006 e comanda seus jogos no Ginásio UNC e no Centro de Eventos Concórdia.

## História
A equipe iniciou suas atividades no futsal catarinense no ano de 2006, mesmo ano de sua fundação. A base do clube foi constituída de jogadores provenientes das escolinhas da Fundação Municipal de Esportes, a FMEC, que disputaram a Taça Brasil de Futsal de 2005.

Na Primeira Divisão do Campeonato Catarinense de Futsal de 2006 a equipe foi campeã sem perder uma partida sequer em Concórdia.

Em 2011, se sagrou campeã pela primeira vez campeã da Divisão Especial do Campeonato Catarinense de Futsal, encerrando um jejum de 18 anos desde a última vez que uma equipe concordiense havia sido campeã do campeonato. Ainda nesse ano, fez sua primeira participação na Liga Futsal, sendo essa a primeira vez na história do município que uma equipe participou nesta competição.

Em 2013, foi vice-campeã da Superliga de Futsal, empatando contra a ADC Intelli na final.
Também em 2013 tendo o feito mais importante da equipe ficando vice campeão da liga futsal. Ganhando de equipes tradicionais ACBF e Krona futsal. 

### Uniformes dos jogadores
- Primeiro uniforme: Camisa branca, calção branco e meias brancas;
- Segundo uniforme: Camisa azul, calção azul e meias azuis.

| Primeiro | Segundo |  |

### Uniformes dos goleiros
- Primeiro uniforme: Camisa amarela, calção preto e meias brancas.

| 1º de goleiro |